# Хоккейная лига Катара
Хоккейная Лига Катара — хоккейная лига в Катаре. Первый сезон лиги прошел в 2003 году.

## История
Хоккейная лига Катара (ХЛК) была основана в 2003 году Лэнсом Майерендорфом и Ричардом Лаброссом.
Обычно игры ХЛК проводят на катке Villaggio в торговом центре Villagio в Дохе. Лига делится на два дивизиона (А и В). С 2007 года в Катаре проводится Кубок Пустыни. Планируется создать национальную сборную по хоккею, состоящую из местных игроков.
В 2010 году ХЛК спонсировала квалификационный раунд Red Bull Crashed Ice. Его выиграл Билл Чейз, игрок клуба Сенд Вайперс.
В честь основателей лиги назван главный трофей чемпионата — Кубок Майерендорф-Лабросс.

## Команды сезона 2011/12

### Дивизион А
- Расгас
- Сендогс
- Хаммерхедс

### Дивизион B
- Сэнд Вайперс
- Брейкерс
- Канадиенс

## Команды сезона 2012/13

### Дивизион А
- Сенд Вайперс
- Хаммерхедс
- Канадиенс

### Дивизион B
- Брейкерс
- РасГас
- Сендогс
- Эйс Крузерс
- Орикс

## Чемпионы
- 2011/12 : Сннд Вайперс
- 2010/11: Расгас
- 2009/10: Сенд Вайперс
- 2008/09: Европейский фитнесс клуб[5]
- 2007/08: Хаммерхедс
- 2006/07: Брейкерс
- 2005/06: Дезерт Хит

## Руководители лиги
- 2006—2008, 2010—2012: Грег Скотт
- 2008—2010: Роб Картер
- 2003—2005: Лэнс Майерендорф